# Kahama
Kahama  este un oraș  în partea de nord a Tanzaniei, în regiunea Shinyanga.